# Pulau Tidung Kecil
Pulau Tidung Kecil är en ö i Indonesien.   Den ligger i provinsen Banten, i den västra delen av landet, 60 km nordväst om huvudstaden Jakarta. Arean är 0,27 kvadratkilometer.
Terrängen på Pulau Tidung Kecil är mycket platt. Öns högsta punkt är 8 meter över havet. Den sträcker sig 0,3 kilometer i nord-sydlig riktning, och 1,4 kilometer i öst-västlig riktning.